# Гъзим Острени
Гъзим Острени (на албански: Gёzim Ostreni; на македонска литературна норма: Г’зим Острени) е политик от Северна Македония, командир на Армията за национално освобождение с чин генерал-майор по време на конфликта в Република Македония през 2001 г.

## Биография
Роден е на 1 ноември 1942 г. в град Дебър, тогава окупиран от Албания по време на Втората световна война. Завършва висше образование философия и социология. Известно време е председател на Общинския комитет на Съюза на социалистическата младеж в родния си град. Отделно е бил командир на териториалната отбрана на Община Дебър. Бил е шеф на Главния щаб на Защитния корпус на Косово.
По време на Военния конфликт в Република Македония през 2001 г. Острени е дясната ръка на Али Ахмети. На 13 май 2001 г. става главен командир на АНО. На 5 юни 2002 г. става член на Централното представителство на партията на Ахмети Демократичен съюз за интеграция, където още са Азис Положани, Ризван Сулеймани, Хазби Лика, Хисни Шакири, Теута Арифи, Муса Джафери, Назми Бекири и Рафиз Халити.
На 27 юни 2001 г. е сложен в черния списък на гражданите на президента на САЩ Джордж Уокър Буш. На 16 юли същата година е добавен в списъка на Европейския съюз като терорист, а от 27 юли и в черния списък на гражданите на Република Македония.
Бил депутат в Събранието на Република Македония от 2002 до 2006 г.